# Kap St. Rochus

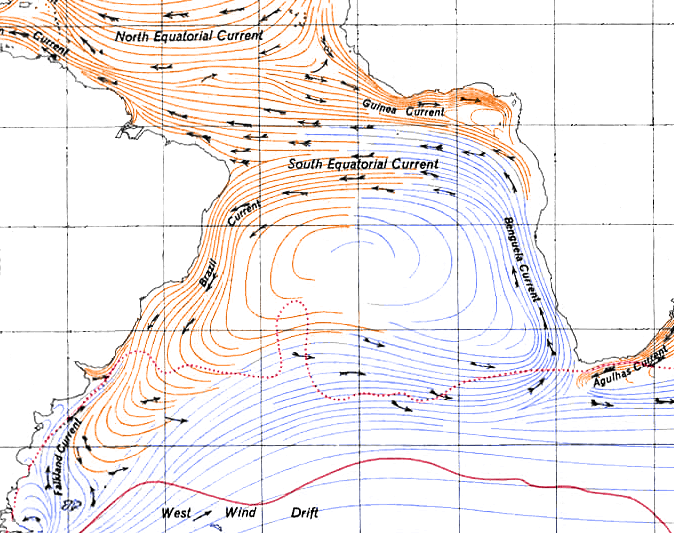
Meeresströmungen im Südatlantik

Das Kap St. Rochus (portugiesisch Cabo de São Roque; spanisch Cabo San Roque; englisch Cape Saint Roch; französisch Cap Saint Roque (bzw. Saint Roc)) im äußersten Osten Brasiliens bildet die Nordostspitze Südamerikas und ist der nächstgelegene Punkt des südamerikanischen Kontinents zur afrikanischen Küste. Es ist benannt nach dem im 14. Jahrhundert lebenden Volks-Heiligen Rochus von Montpellier, dessen Fest am 16. August gefeiert wird.

## Geografie
Das Kap liegt im Norden des brasilianischen Bundesstaates Rio Grande do Norte ungefähr 50 km nördlich von dessen Hauptstadt Natal im Munizip Maxaranguape.
Das Kap bildet den Scheidepunkt zwischen den beiden Hauptküsten Brasiliens. Während die Küste von Französisch-Guayana bis zum Kap St. Rochus größtenteils flach und sumpfig ist (insbesondere im Amazonas-Delta), ist sie vom Kap St. Rochus an in Richtung Süden deutlich gebirgiger, mit vielen Ausbuchtungen und Buchten, wo sich die größten Städte des Landes von Salvador (Bahia) bis Rio de Janeiro befinden.
Gleichermaßen bildet das Kap einen markanten Punkt für die Meeresströmungen: Hier kommt aus dem Golf von Guinea der Südäquatorialstrom an, der sich in zwei Zweige aufteilt: den Brasilstrom (in Richtung Süden) und den Strom in Richtung Guayana, zusammen mit dem Nordäquatorialstrom bis in die Karibik, wobei er sich später im Golfstrom fortsetzt.
Die Straße RN-160 (Avenida Cabo de São Roque) führt am Kap vorbei. Südlich des Kaps befinden sich ein Leuchtturm (Farol São Roque) und der Árvore do Amor („Baum der Liebe“).

## Geschichte
Das Cabo de São Roque spielte eine wichtige Rolle bei den seemännischen Entdeckungsreisen Ende des 15. und zu Beginn des 16. Jahrhunderts. Eine Flotte unter dem Kommando des Gonçalo Coelho sichtete und benannte das Kap am 16. August 1501 als erstem Ort der Reise entlang der brasilianischen Küste.
Bei der Rückreise des Jean de Léry aus dem Antarktischen Frankreich (französisch France Antarctique) unter Villegagnon im Februar 1558 wurde das „von Wilden bewohnte“ (französisch habité de certains sauvages) Kap trotz Lebensmittelknappheit und der Aussicht auf Frischwasser nicht angelaufen.